# Pyramid Ponds
Die Pyramid Ponds sind eine Gruppe von Tümpeln im ostantarktischen Viktorialand. Sie liegen südlich des Trough Lake im Pyramid Trough der Royal Society Range und gehören zum Flusssystem des Alph River.
Das New Zealand Geographic Board benannte sie 1994 in Verbindung mit dem Talkessel des Pyramid Trough und dem nahegelegenen Gipfel The Pyramid.